# 宝安区
宝安区是中華人民共和國广东省深圳市的一个市辖区、位于深圳西北部，珠江出海口的东岸，与廣州市南沙区对望，是深圳與廣州唯一鄰接的區域。寶安區成立於1992年11月11日，现管辖区域面積为553.82平方公里，宝安區工業主要是以制造业為主，尤其是电子生产相當發達，分佈在西鄉一帶，区内有深圳宝安国际机场，區人民政府駐新安街道創業一路1號。

## 名称由来
寶安，因舊縣境北有寶山（今東莞市境內），寓“得寶而安”之意，故而得名。

## 歷史
寶安在上古時為百越的一部分。東晉年間置寶安縣，當時範圍包括现时深圳和香港。明朝中葉，由於倭寇侵擾，經當地鄉紳提議，轉為「新安縣」，取「革故鼎新，去危為安」之意。近代开始，新安县的管辖范围不断缩小，于鸦片战争至民国成立期间，新安县深圳河以南的轄區成為英屬香港。1914年，因應民國成立，全國行政區域整編，新安縣改回原名為「寶安縣」。
1979年3月宝安县改制深圳市，1979年10月宝安县深圳镇和盐田等地改制成立罗湖区。1981年，中國政府決定恢復寶安縣建制，轄深圳經濟特區之外的部分。1982年12月國務院正式批准恢復寶安縣建制，隸屬深圳市。1986年宝安县沙頭鄉和上埗村一带地域改制成立上埗区（今福田区），1990年1月4日宝安县南头墟、南山、蛇口、西丽等地改制成立南山区，1992年11月11日寶安縣再度整編，将寶安縣东北一带的龙岗、大鹏、布吉、坂田和坪山等地分拆成立龍崗區，在原宝安县西北的龙华、观澜、西乡、福永、松岗、光明一带设立宝安区。
2007年5月31日，深圳市人民政府宣布成立光明新區，管轄原宝安区公明街道和光明街道。2010年7月1日，寶安區和龍崗區正式被劃入為深圳經濟特區的一部分，2011年12月30日，龍華新區成立，將管轄原寶安區龍華、大浪、民治、觀瀾4街道。2016年10月11日，國務院批复廣東省政府，同意設立深圳市龍華區，以龍華、大浪、民治、觀湖、福城、觀瀾等6個街道的行政區域為龍華區行政區域。2016年12月26日，宝安区管辖的街道由6个拆分为10个，其中西乡、福永、沙井、松岗4个街道分设为西乡、航城、福永、福海、沙井、新桥、松岗、燕罗8个街道办事处，石岩、新安街道办事处不变。

## 地理
寶安區地處東經113°52'，北緯22°35'，地勢是東高西低，最高海拔為羊台山山頂587米。海岸綫集中在西部，長30.62公里。由於臨珠江河口，西面海岸多為泥岸和平原，属于珠江三角洲一部分。东部的龙华、石岩等地以丘陵地貌和盆地为主、寶安區屬亞熱帶季風氣候，平均氣溫攝氏22度，年雨量1926毫米。

## 行政區劃
| 深圳市行政区划图                                                                     |
| ------------------------------------------------------------------------------------ |
| 罗湖区 福田区 南山区 宝安区 龙岗区 盐田区 坪山区 龙华区 光明区 大鹏新区 （属龙岗区） |

宝安區下设10個街道办事处：新安街道、航城街道、西乡街道、松岗街道、沙井街道、福永街道、福海街道、新桥街道、燕罗街道和石岩街道。

## 人口
2021年，寶安區常住人口448.29萬人，比上年減少0.82萬人，下降0.2%。其中常住户籍人口98.48萬人，增長11.2%；常住非户籍人口349.81萬人，下降3.0%。户籍人口出生率17.4‰，死亡率1.1‰，人口自然增長率16.2‰。

## 經濟

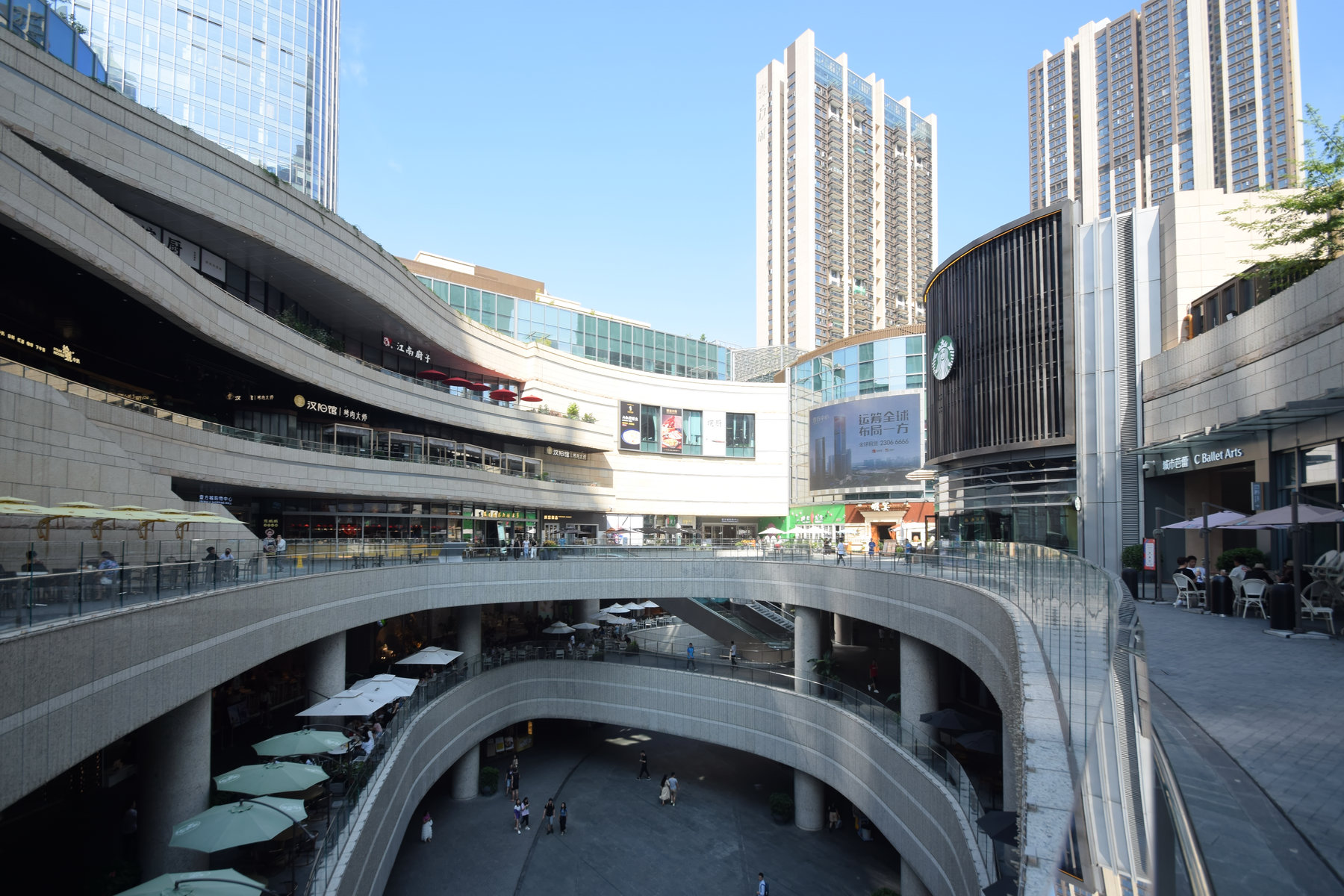
壹方城是寶安區最大的商場

寶安區主要以製造業為主，工廠主要集中在沙井街道、石岩街道等區域。生產領域大多涉及電子。
2021年，寶安區地區生產總值4421.83億元，比2020年增長11.3%。其中，第一產業增加值0.92億元，第二產業增加值2230.47億元；第三產業增加值2190.44億元，增長8.8%。

## 交通

### 铁路
穗深城际铁路贯穿宝安区，沙井西站、福海西站、深圳机场北站和深圳机场站均位于宝安区，被列为同城站。

### 機場
深圳寶安國際機場設於航城街道和福永街道交界处。

### 道路
與東部的龍崗區相比，寶安區的道路網絡較為發達，然而由於屬關外地區，經濟以製造業為主，大量重型車輛出入，使部分區域的道路例如寶石東路，多數破爛不堪。
區內高速公路包括機荷高速公路、廣深公路(107國道)、梅觀高速公路、龍大高速公路、南光高速公路、廣深高速公路、廣深沿江高速公路等。
區內主幹道有寶安大道、洲石公路、松白路等。

### 地铁
目前寶安區已有6條地鐵線，分别为深圳地铁█1号线、█5号线、█6号线、█11号线、█12号线和█20号线，兴建中█13号线亦会在宝安区设站。
█1号线的车站有新安站、宝安中心站、宝体站、坪洲站、西乡站、固戍站、后瑞站、机场东站
█5号线的车站有临海站、宝华站、宝安中心站、翻身站、灵芝站、洪浪北站、兴东站
█6号线的车站有官田站、上屋站、松岗公园站、溪头站、松岗站
█11号线的车站有碧头站、松岗站、后亭站、沙井站、马安山站、塘尾站、桥头站、福永站、机场北站、机场站、碧海湾站、宝安站
█12号线的车站有新安公园站、上川站、流塘站、宝安客运站、宝田一路站、平峦山站、西乡桃源站、钟屋南站、黄田站、兴围站、福围站、怀德站、桥头西站、福海西站、海上田园南站、海上田园东站、蚝鄉站、沙蚝站、沙井古墟站、步涌站、朗下站、松岗站
█20号线的车站有会展城站、国展北站、国展站、国展南站、机场北站

### 港口
由2006年在前海湾填海的大铲湾码头，是深圳港的一部分。

## 景点

### 凤凰山
凤凰山有着非常浓厚的人文气息。山下的凤凰古村是文天祥族人后裔的祖居和民居，始建于宋末年初大德年间。

### 曾氏大宗祠
曾氏大宗祠是一处家族祠堂建筑，属于曾氏家族祭祀祖先和先贤的场所，是深圳建筑规模最大的广府祠堂而始建年代有待考证，现建筑是清嘉庆三年戊午（1798）大规模扩建而成的。

### 永興桥
永兴桥，始建于清康熙年间，后又在乾隆五十年重新修建，距今已经有两百多年的历史。作为深圳唯一的一座古代三孔石拱桥。1984年，永兴桥被列为市级重点文物保护单位。

### 北帝古庙
西乡北帝古庙，位于西乡步行街旁，建于明朝万历年间（1537年），内奉北方真天精武玄天上帝。

### 海上田园
深圳海上田园是一个集生态景观、会所、别墅为一体的观光、度假、休闲娱乐等多种功能旅游综合区。

## 图册

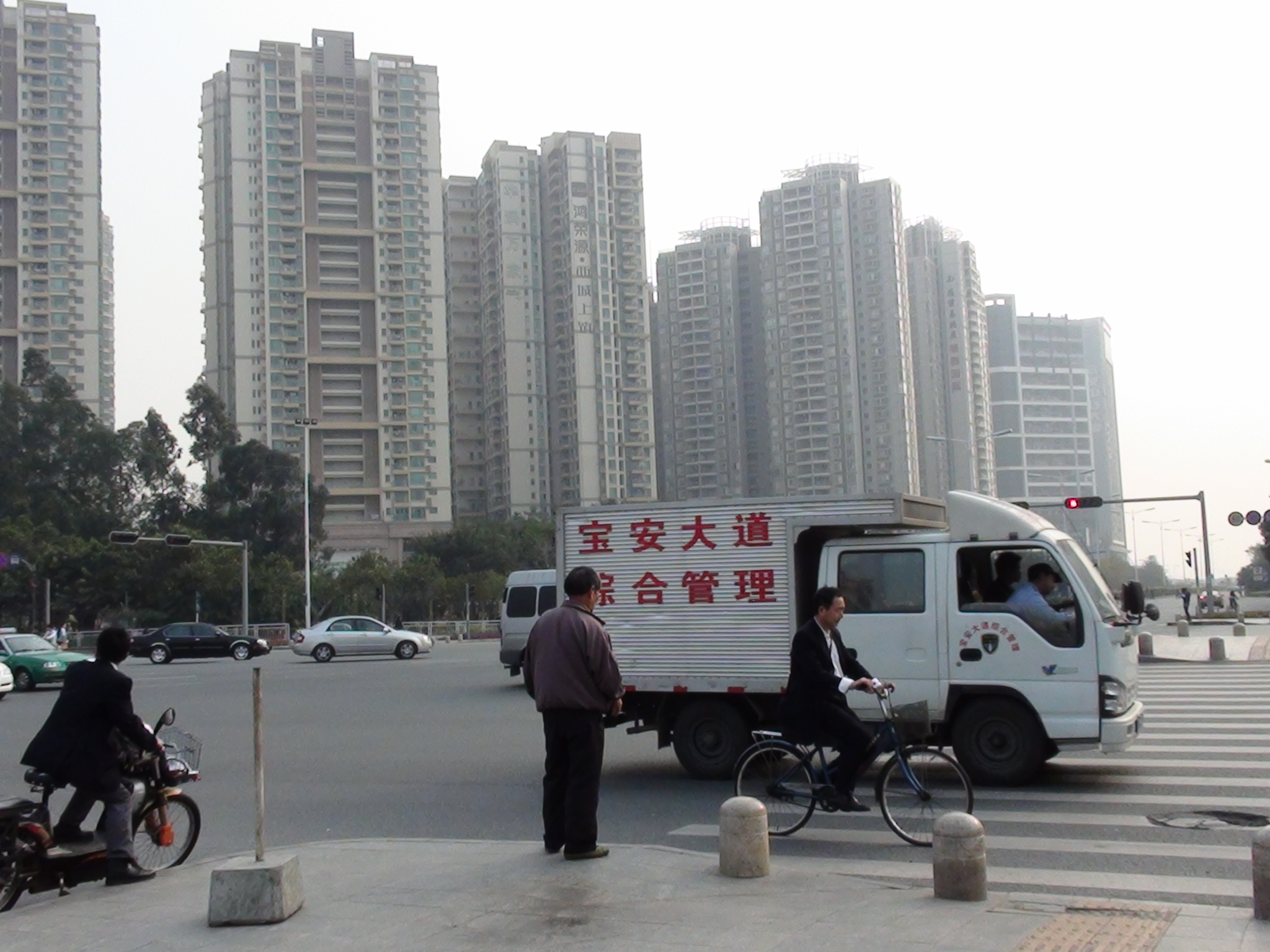
城区高层住宅楼
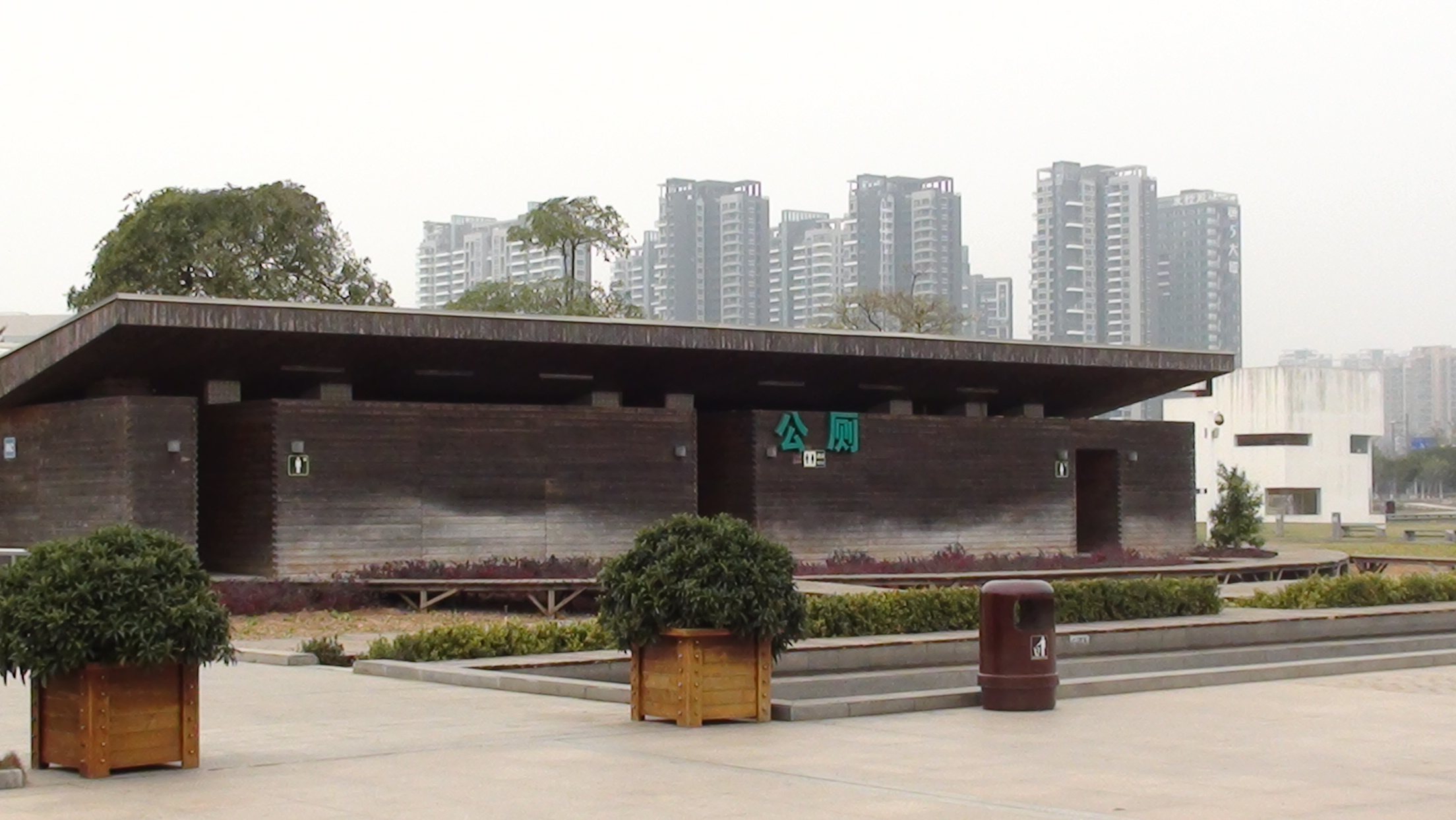
市政公厕
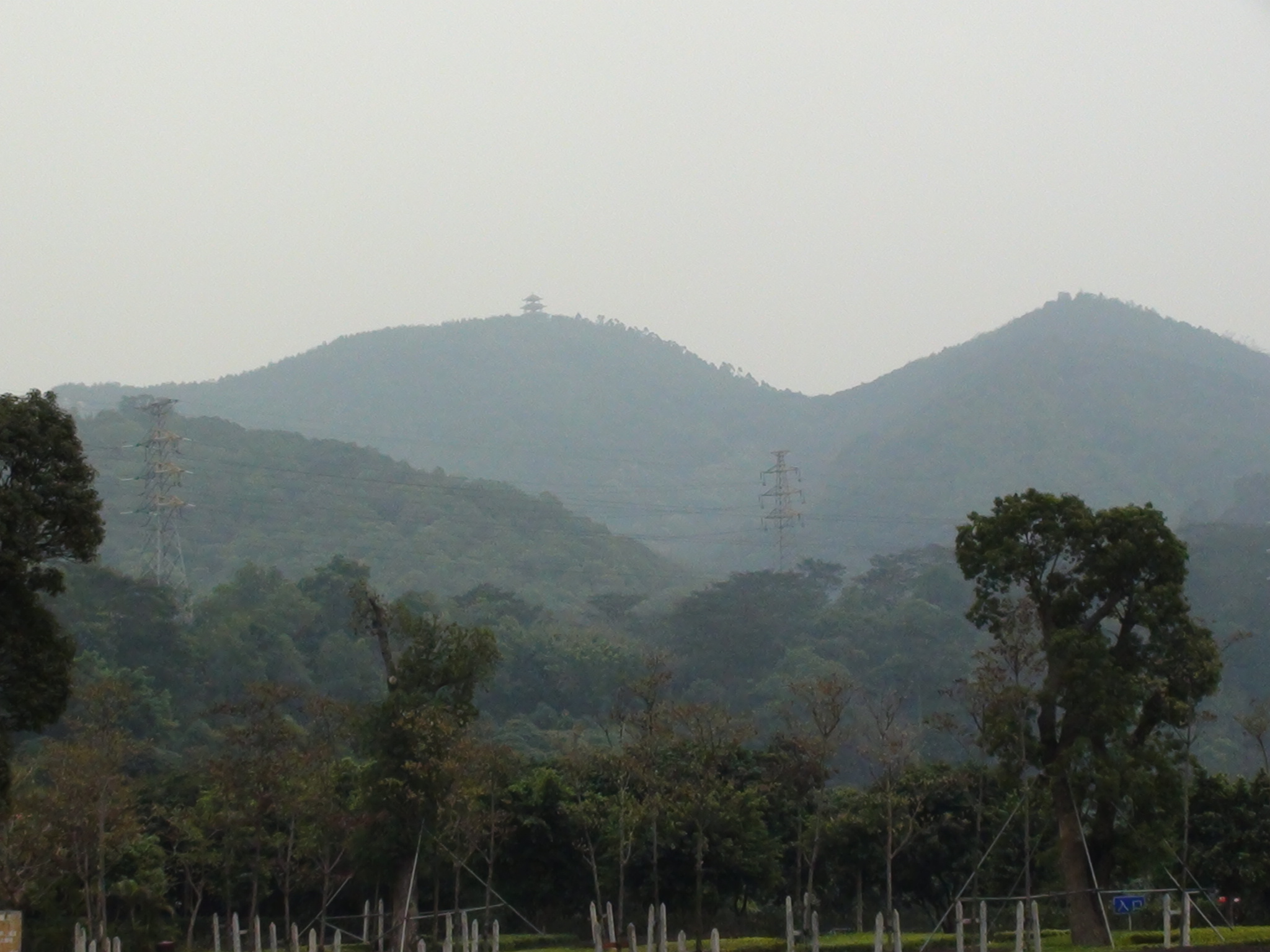
福永凤凰山旅游区
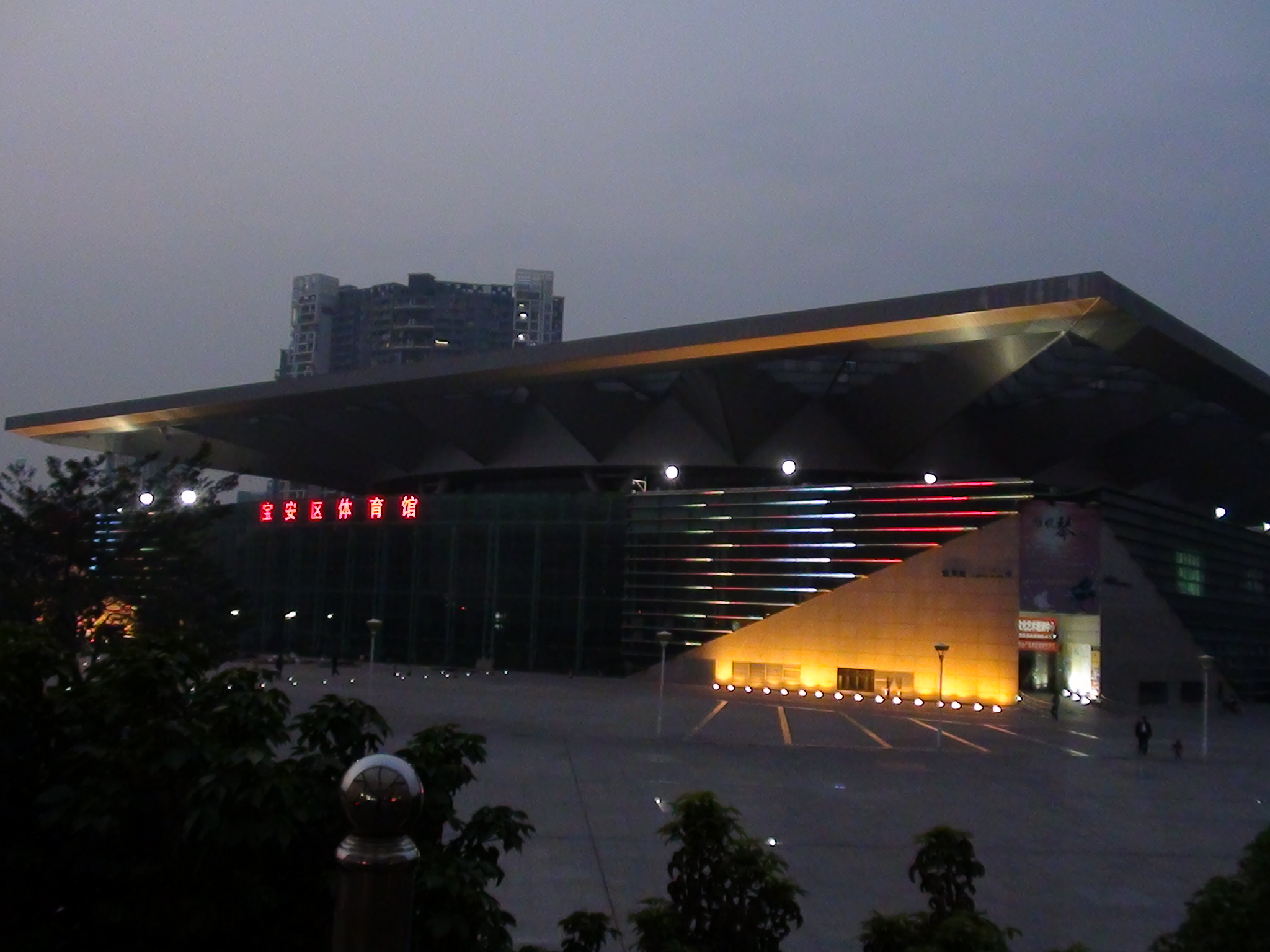
宝安体育馆
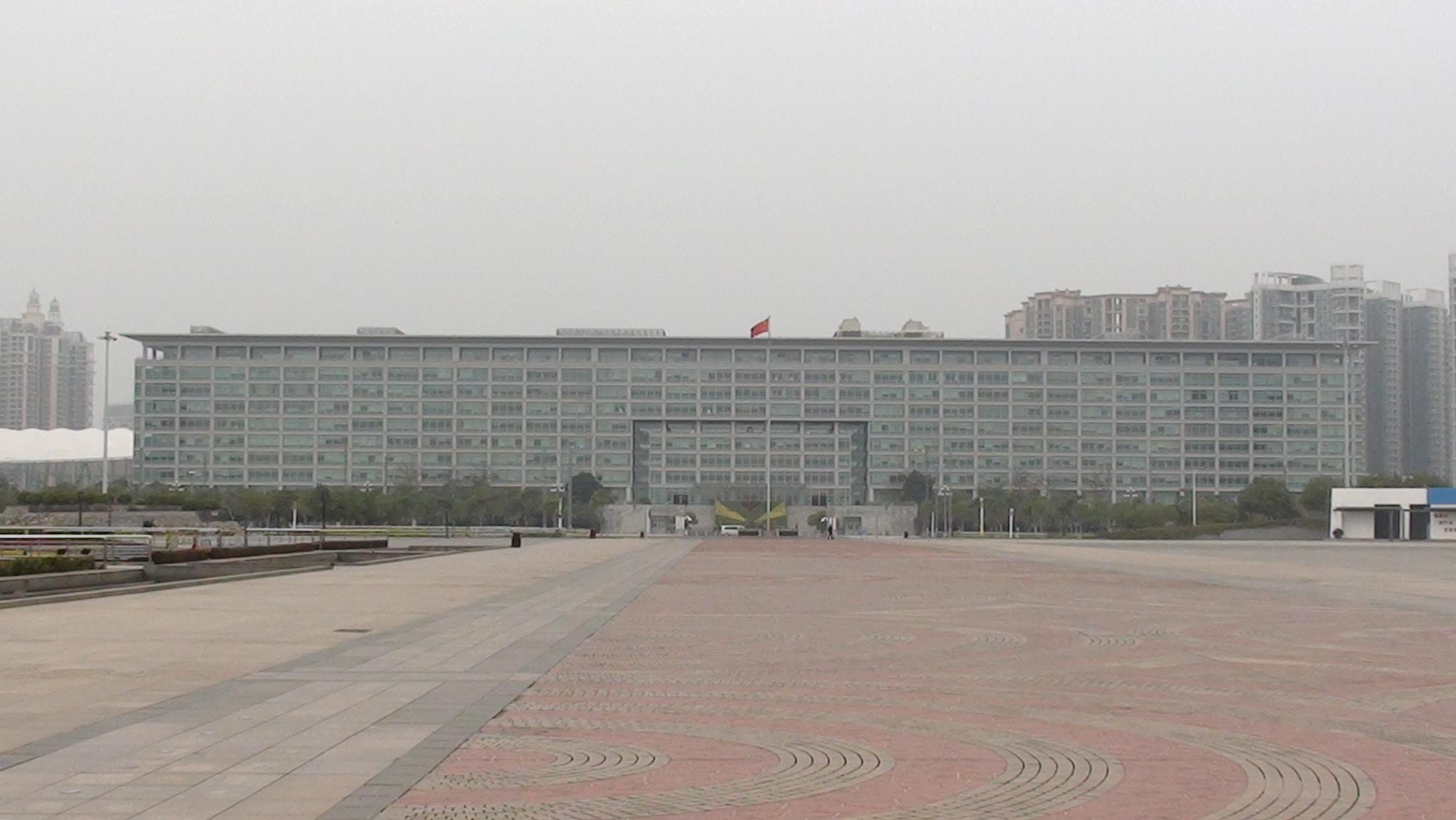
填海区的新政府大楼
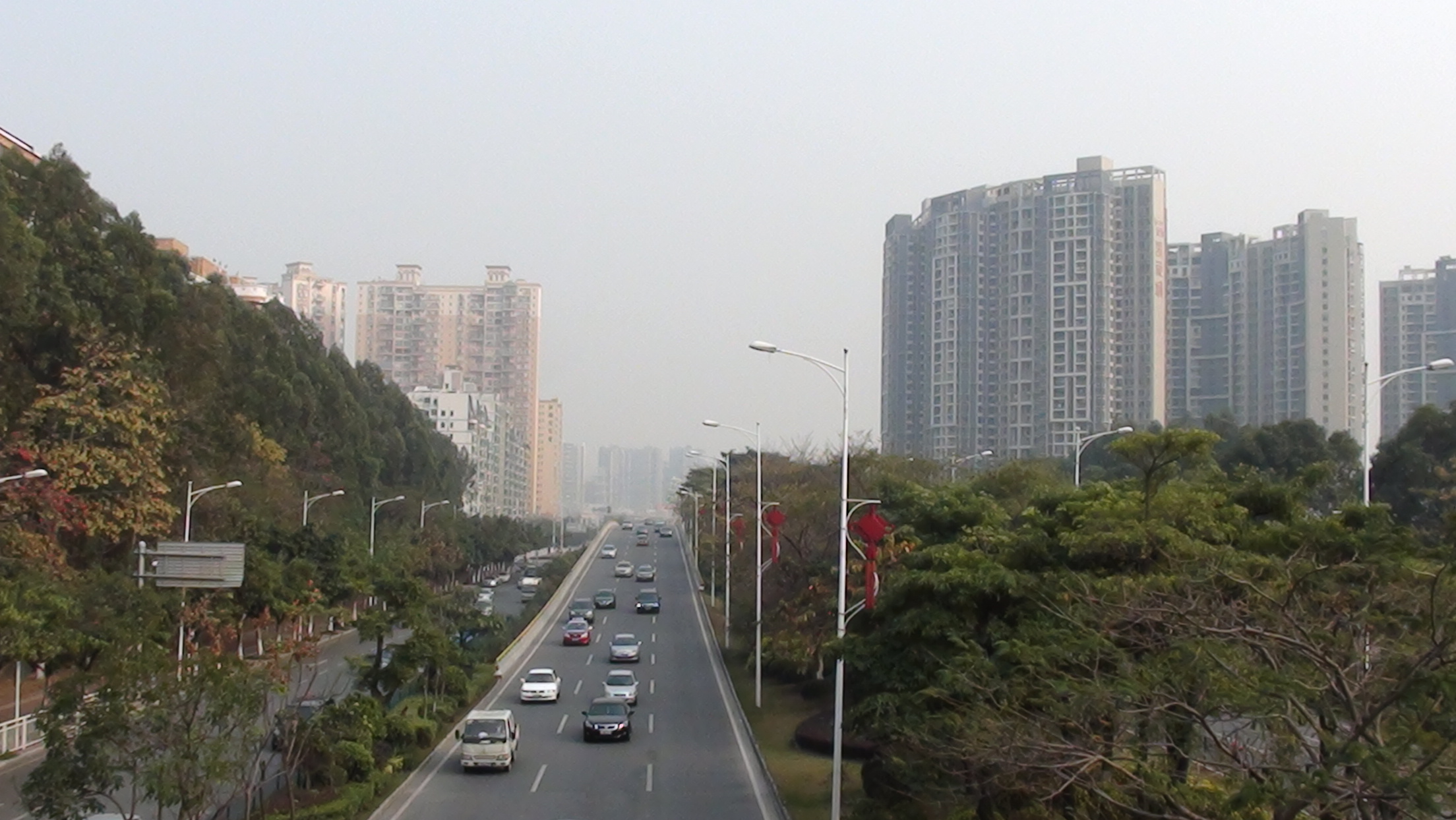
宝安大道